# ⊿
Pour les articles homonymes, voir Triangle (homonymie).
Albums de Perfume
GAME
(2008) JPN
(2011)
Singles
⊿, appelé Triangle (トライアングル, Toraianguru, prononcé à l'anglaise) est le 3e album régulier du groupe de J-pop Perfume, sorti en 2009.

## Présentation
L'album sort le 8 juillet 2009 au Japon sur le label Tokuma Japan Communications, et est écrit et produit par Yasutaka Nakata.
Il se classe 1er à l'oricon, se vendant à plus de 300 000 copies.
Il contient trois titres sortis précédemment en singles.

## Membres
- Yuka Kashino (樫野 有香?)
- Ayaka Nishiwaki (西脇 綾香?)
- Ayano Ōmoto (大本 彩乃?)

## Pistes
CD
Toutes les chansons sont écrites et composées par Yasutaka Nakata.
| No  | Titre                                 | Durée |
| --- | ------------------------------------- | ----- |
| 1.  | Take off                              | 0:48  |
| 2.  | love the world                        | 4:32  |
| 3.  | Dream Fighter                         | 4:53  |
| 4.  | edge (⊿-mix)                          | 8:43  |
| 5.  | NIGHT FLIGHT                          | 5:21  |
| 6.  | Kiss and Music                        | 2:35  |
| 7.  | Zero Gravity                          | 4:53  |
| 8.  | I still love U                        | 4:33  |
| 9.  | The best thing                        | 4:23  |
| 10. | Speed of Sound                        | 3:59  |
| 11. | One Room Disco (ワンルーム・ディスコ) | 5:09  |
| 12. | Negai (Album-mix) (願い (Album-mix))  | 4:58  |

DVD de l'édition limitée
1. I still love U – Clip Vidéo Spécial
2. NIGHT FLIGHT – LIVE@代々木第一体育館 May 10th,'09
3. edge — LIVE@代々木第一体育館 May 10th,'09 ⊿-version
4. love the world – SPOT TV
5. Dream Fighter – SPOT TV
6. ワンルーム・ディスコ – SPOT TV